# Acalypha japonica
Acalypha japonica é uma espécie de flor do gênero Acalypha, pertencente à família Euphorbiaceae.